# Kolský záliv

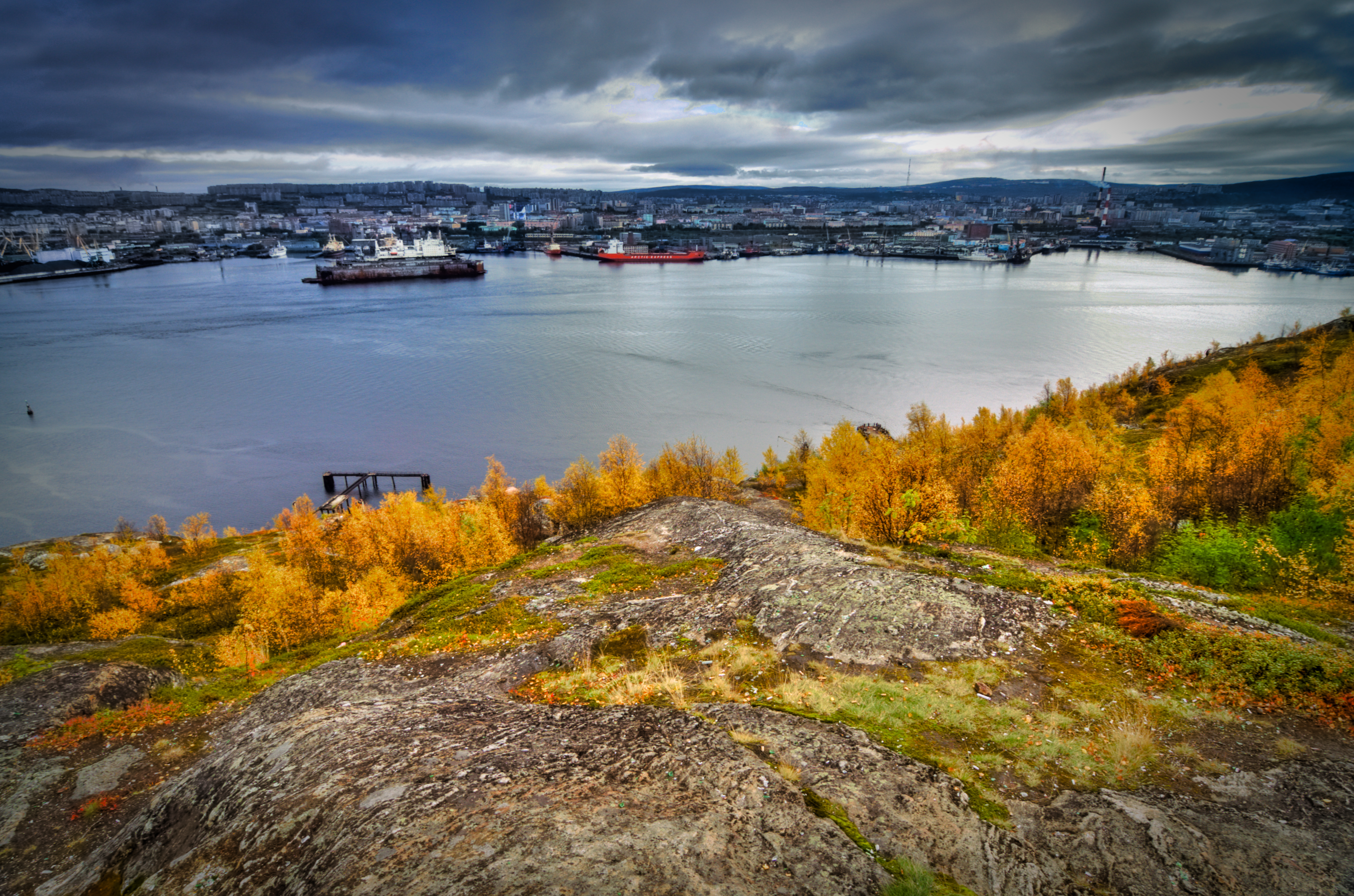
Pohled na část zálivu

Kolský záliv (rusky Кольский залив) je fjord Barentsova moře na poloostrově Kola. Je dlouhý sedmapadesát kilometrů, široký až sedm kilometrů a hluboký dvě stě až tři sta metrů. Vlévají se do něj řeky Tuloma a Kola. Na jeho východním břehu leží přístavy Murmansk a Severomorsk, na jeho západním břehu leží přístav Poljarnyj.
V roce 2021 bylo rozhodnuto, že v západní části Kolského zálivu bude vybudován nový ruský nákladní přístav Lavna, který bude napojen na železniční a silniční dopravu. Hotov má být do roku 2023. Projektovaná kapacita Lavny je 18 milionů tun ročně. Kolský záliv nezamrzá, terminál tak bude moci fungovat celoročně bez pomoci ledoborců.